# Варывнанваям
Варывнанваям — река на северо-востоке полуострова Камчатка.
Длина реки — 11 км. Протекает по территории Олюторского района Камчатского края. Впадает в залив Корфа.

## Данные водного реестра
По данным государственного водного реестра России относится к Анадыро-Колымскому бассейновому округу. Код объекта в государственном водном реестре — 19060000212120000006257.